# イタリア国鉄ETR600電車
イタリア国鉄ETR600電車(ETR 600)はアルストムが製造するペンドリーノシリーズの一種で、電車方式の車体傾斜式高速鉄道車両である。

## 性能・特徴
ペンドリーノの第3世代目として2005年より開発が行われており、ほぼ同型のETR610(Cisalpino Due)はスイス・ドイツ乗り入れに対応した電気方式や信号方式に対応している点でETR600とは異なっている。また、従来のペンドリーノシリーズに比べ旅客に対してブランド面での戦略から外観のデザインや内装などが刷新され、サービス設備の改良が行われているのが特徴である。また、動力装置や機器の信頼性改善のため冗長性が高められている。ETR600およびETR610はインターオペラビリティ(相互運用)を管理する新しい規則(衝撃に対する安全基準等)に合致して製造されていく。2007年からは試験走行が開始された。
編成は7両(M+M+T'+T+T+M+M)で構成されており、MMTの3両1ユニットで構成されている。M車側にCI(コンバータ|インバータ)と主電動機(2台)が搭載され、T車側に集電装置と主変圧器が搭載されている。1台のCIで2台の主電動機を制御する。ヨーロッパ技術仕様書(TSI)に規定されているアペイラビリティ(使いたい時に使える確率)を満たすため、電動車1両が故障しても運行に支障を与えないようになっている。また、編成中4台の補助電源装置のうち、2台が故障しても7台のバッテリーでバックアップを行うシステムとなっている。車体傾斜機構は、電気油圧システムで台車内に納められており、集電装置は台車とリンクで結ばれ傾斜時に位置は補正されている。
車体はアルミダブルスキン構造で、衝突時の事故でも乗客の被害を最小限に抑える構造が取り入れられており、これもTSIの基準を満たすようになっている。冷房装置はトンネル通過時の気圧変化に対応し、屋上に2台搭載されている。移動体通信にはヨーロッパでは標準のGSM-R、車内伝送にはW-LANが採用されている。

## 運用
2008年12月の冬ダイヤ改正でミラノ・ボローニャ間の高速新線が開業するとETR600が投入され運行が開始された。それまで、速達サービスを担っていたETR485とともに"Frecciargento" (銀の矢)と言う公式の愛称が与えられ、最高速度300km/hで最速達列車であるEurostar Italia Alta Velocità（ユーロスター・イタリア アルタ・ヴェロチタ）に投入されているETR500"Frecciarossa" (赤い矢)と共に運用されている。
また、中国鉄路高速のCRH5はこの車両をベースに車幅を拡張して5列座席としたものである。

## 事故
現地の2023年12月10日。ファエンツァのボローニャ＝アンコーナ線（英語: Bologna–Ancona railway）で、ETR600型第7編成が信号待ちをしていたカラバッジョに追突する事故が発生。

## ギャラリー

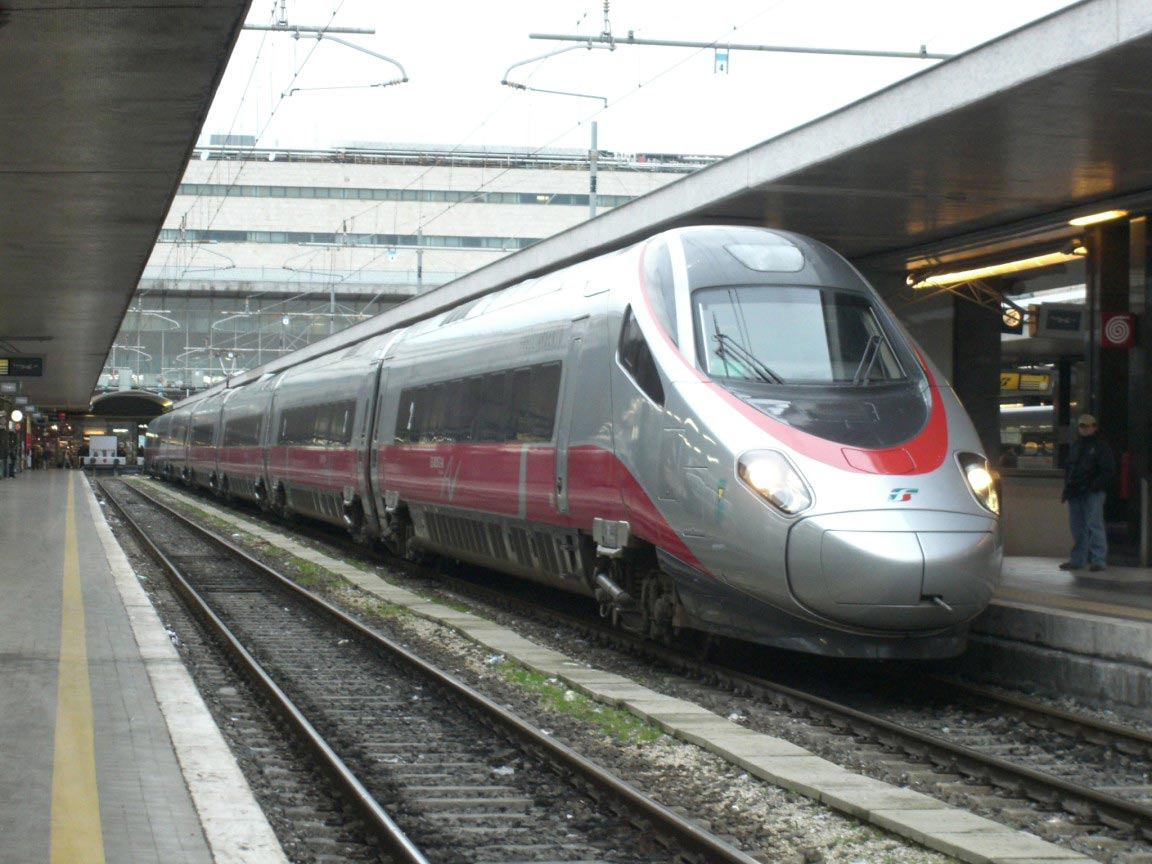
ETR 600、2010年
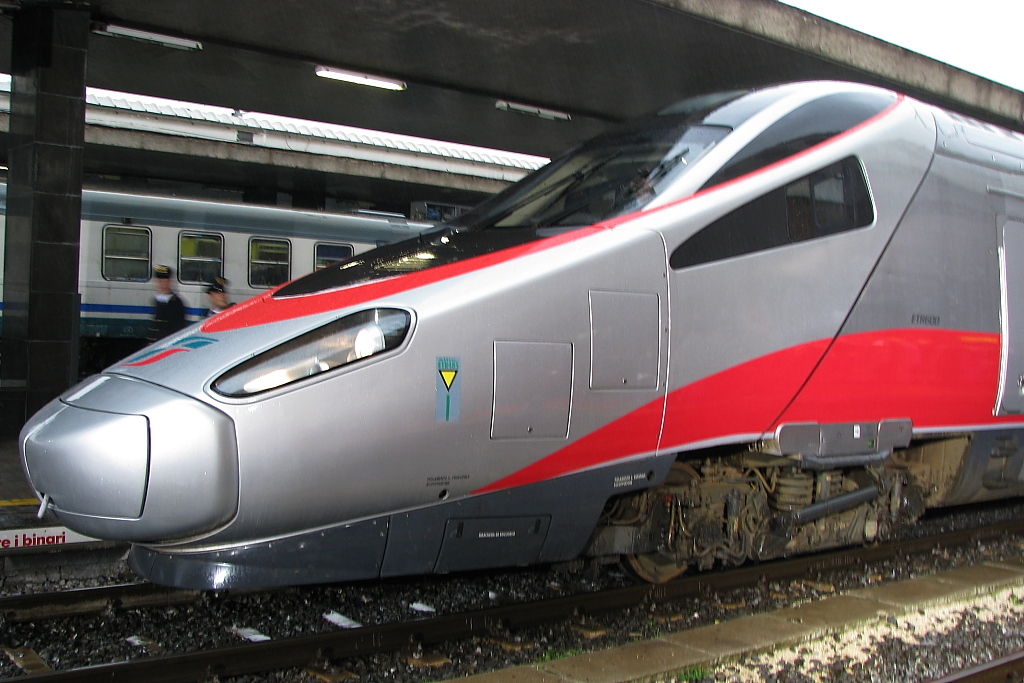
ETR600の先頭部、2009年
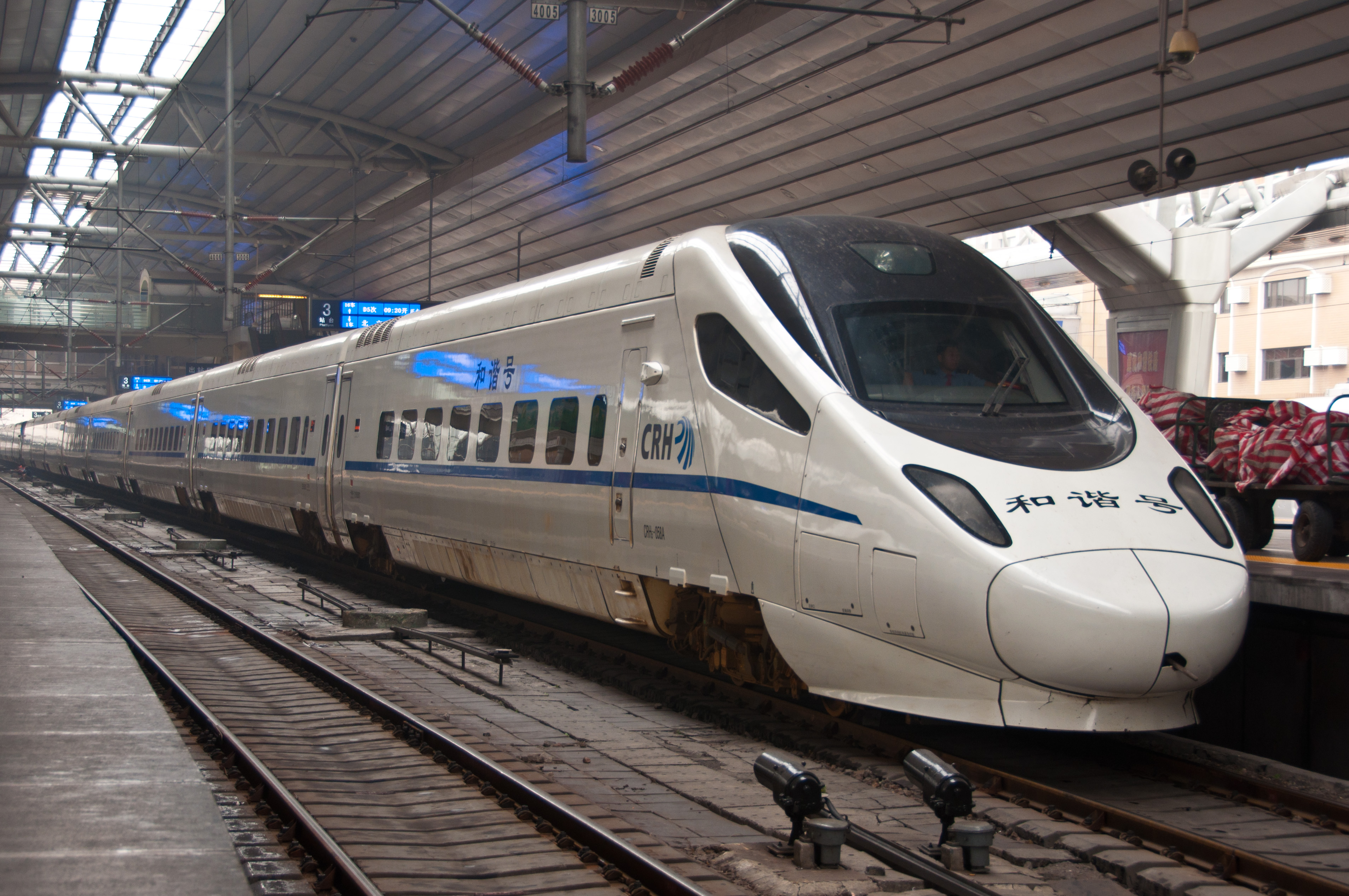
中国鉄路高速のCRH5としての運用
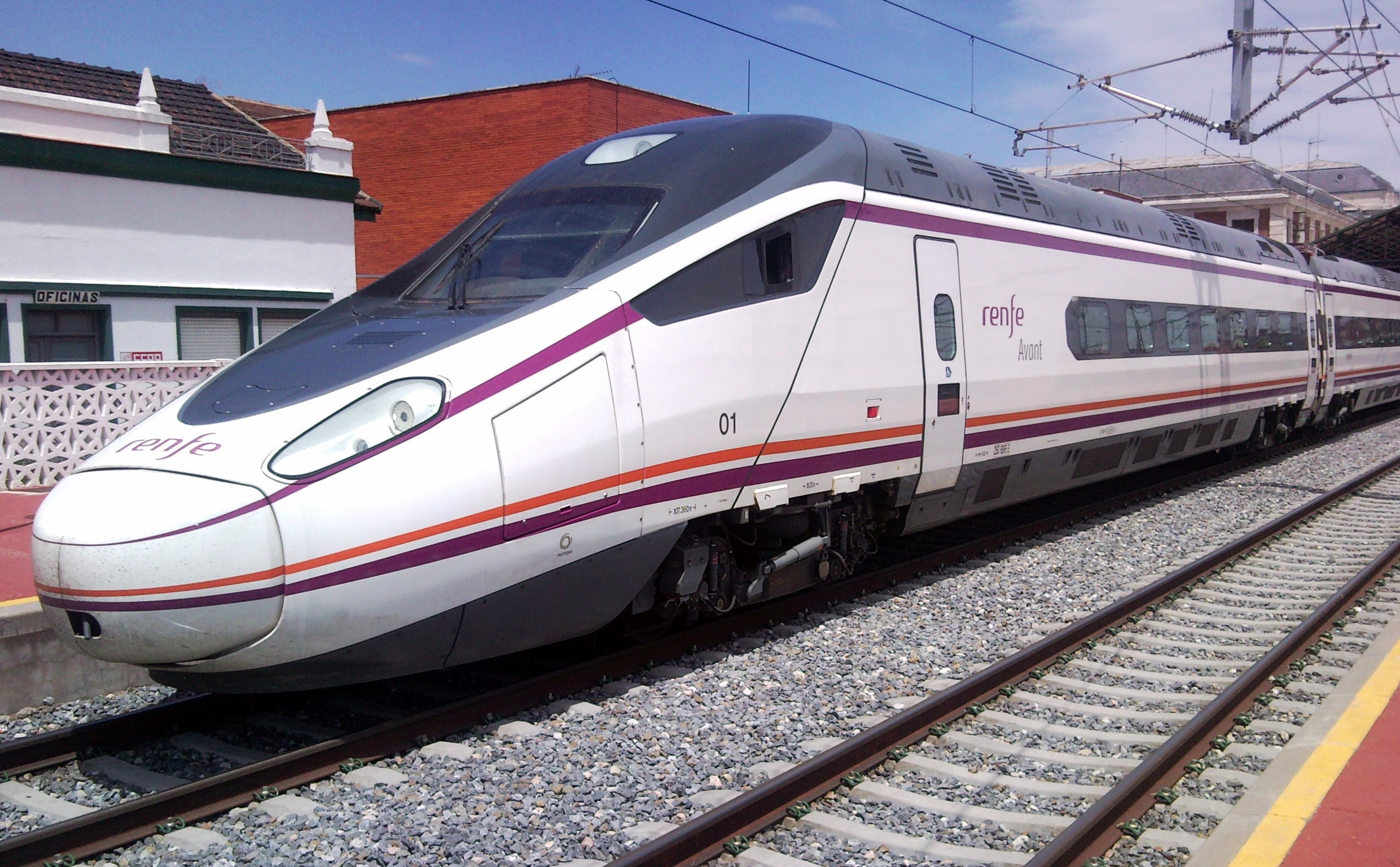
レンフェのアバントとしての運用